# 谷鍾秀

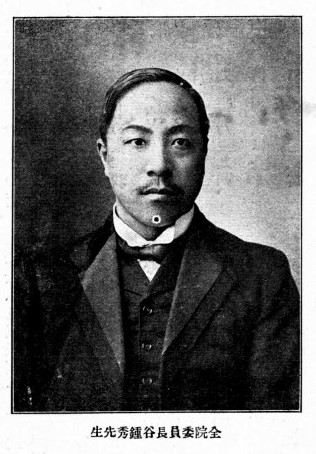
《民国之精华》中的谷钟秀照片

谷钟秀 （1874年—1949年12月25日 ），字九峰，直隶定县（今属河北省定州市）东马家寨村人。中华民国政治人物，屬政學系。

## 生平

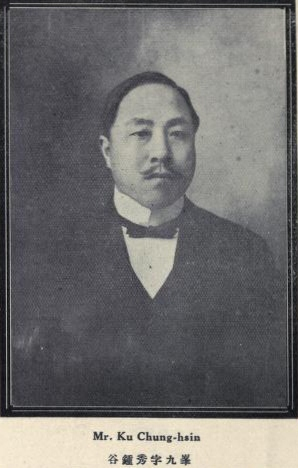
《中国名人录（第三版）》中的谷钟秀照片

谷钟秀于北京大学肄业后留学日本。回到中国后，曾任直隶总督署秘书。辛亥革命爆发后，谷钟秀成为各省都督府代表联合会直隶代表，参与创建南京临时政府。1912年，成为南京临时参议院参议员。1913年，担任宪法起草委员，负责起草宪法，10月，脱离国民党，加入民宪党。1914年，国会解散，谷钟秀到上海创办《中华新报》，和欧阳振声创办泰东图书局并任总编辑。1916年，参加护国战争。袁世凯去世后，任段祺瑞内阁农商总长兼全国水利局总裁。1917年辞职。1922年国会第二次恢复时，谷钟秀仍担任议员，并且是政学会领导人之一。1923年，任收回铁路筹备处总办。1925年，谷钟秀辭職到天津閒居。

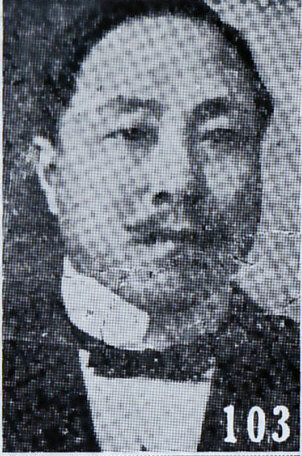
《最新支那要人传》中的谷钟秀照片

1933年，谷钟秀参加冯玉祥组织的抗日同盟军。1935年12月，被国民政府起用為河北省政府委員兼井陉矿务局局长。1938年6月，升任河北省民政厅厅长，直到1939年2月。抗日战争结束后，被选为北平市臨時參議会参議長。1949年12月25日在北京病故。

## 著作
- 谷钟秀，中华民国开国史，泰东图书局，1914年
- 山上万次郎，最近统合外国地理，谷钟秀编译，河北译书社，1907年